# Campions d'individual masculí dels torneigs del Grand Slam
Llista de guanyadors en la categoria d'individual masculí dels torneigs del Grand Slam:

## Palmarès

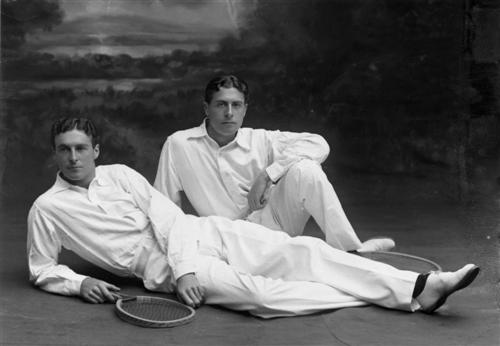
Lawrence Doherty (dreta) fou el primer tennista a guanyar dos torneigs Grand Slam en un any (1903).

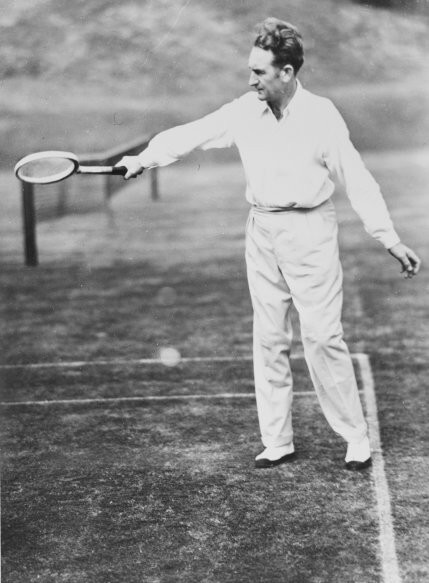
Jack Crawford fou el primer tennista a guanyar tres torneigs Grand Slam en un any (1933).

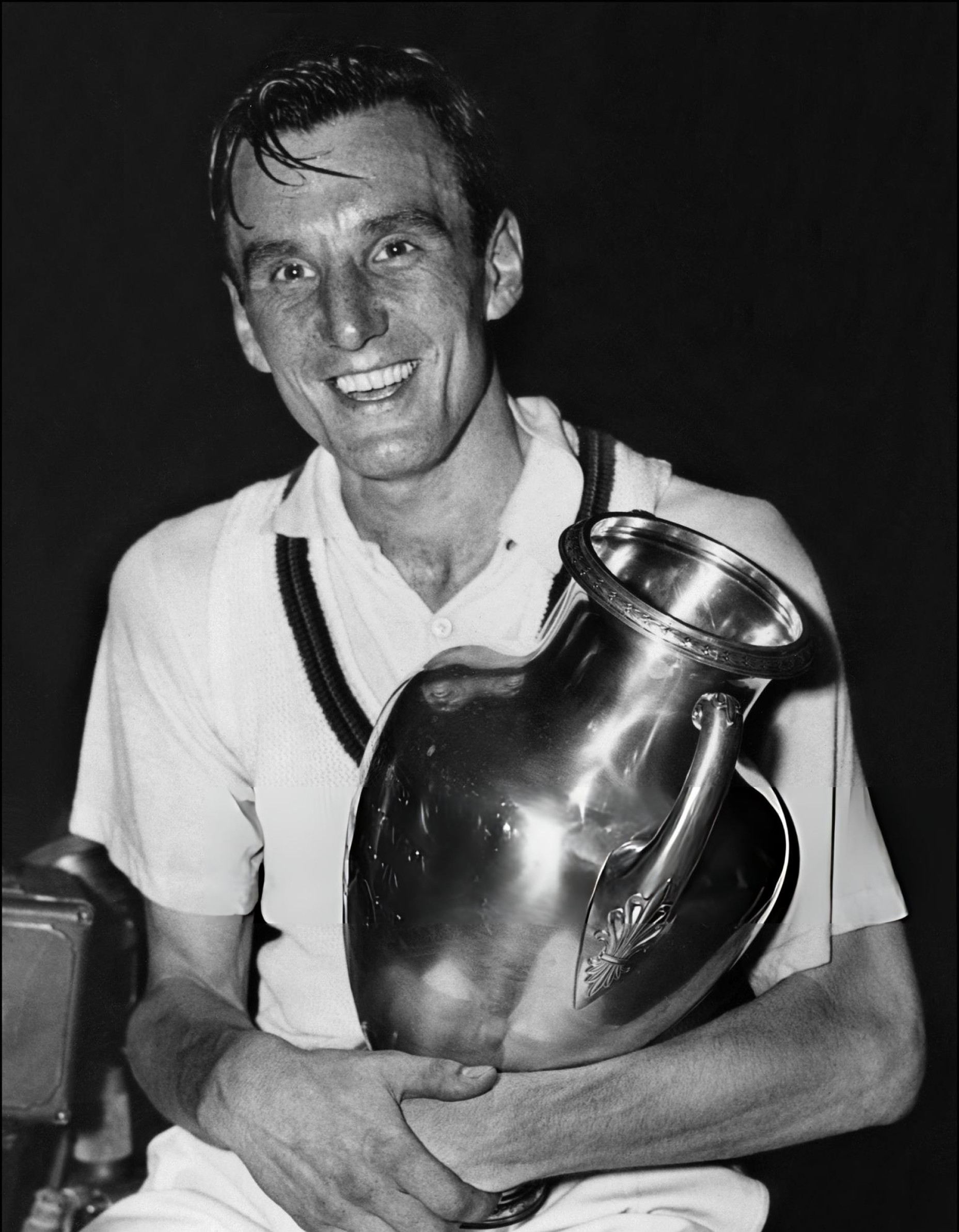
Fred Perry fou el primer tennista a guanyar tots quatre torneigs Grand Slam.

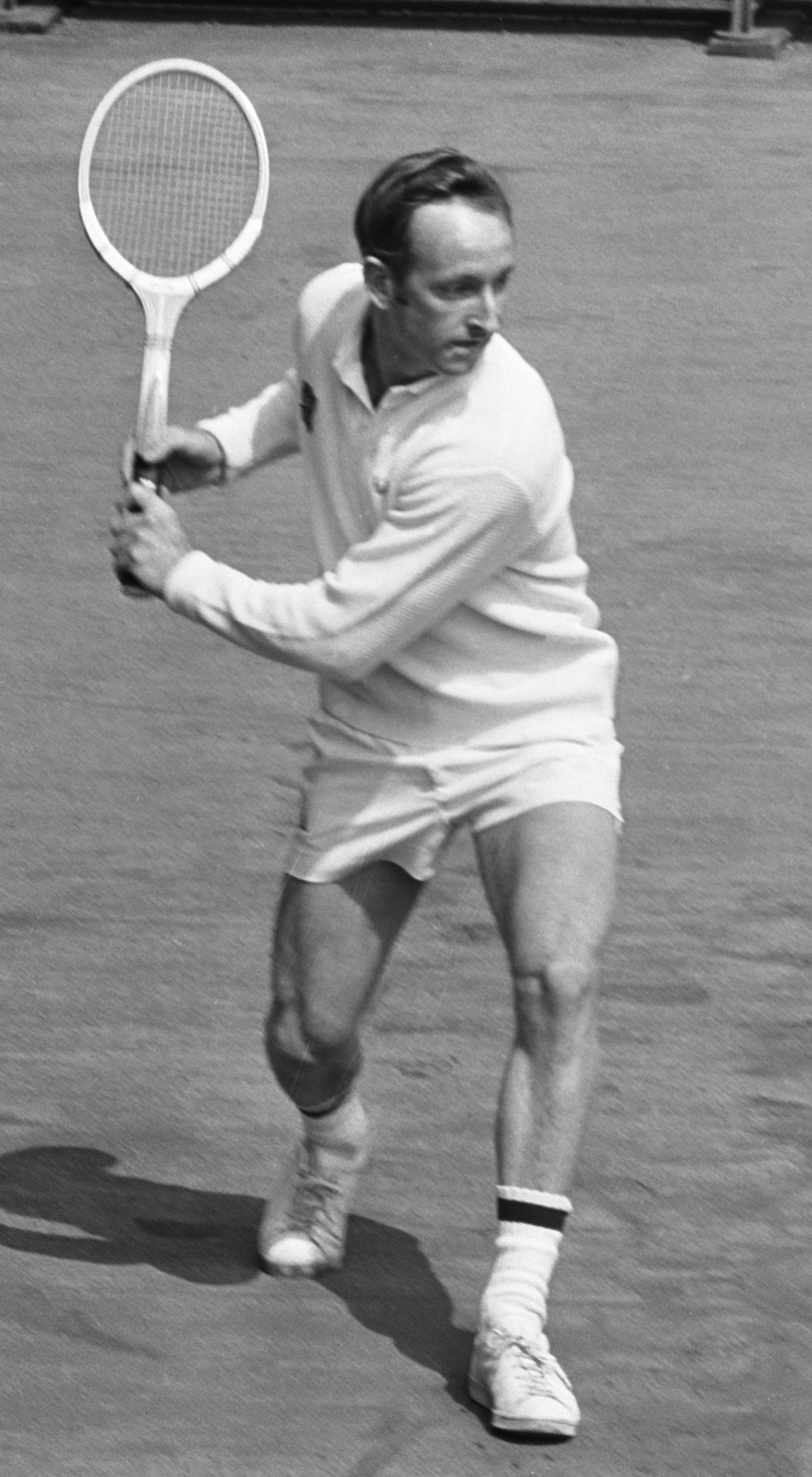
Rod Laver guanyà 11 títols de Grand Slam i és l'únic que va completar el Grand Slam pur en dues ocasions.

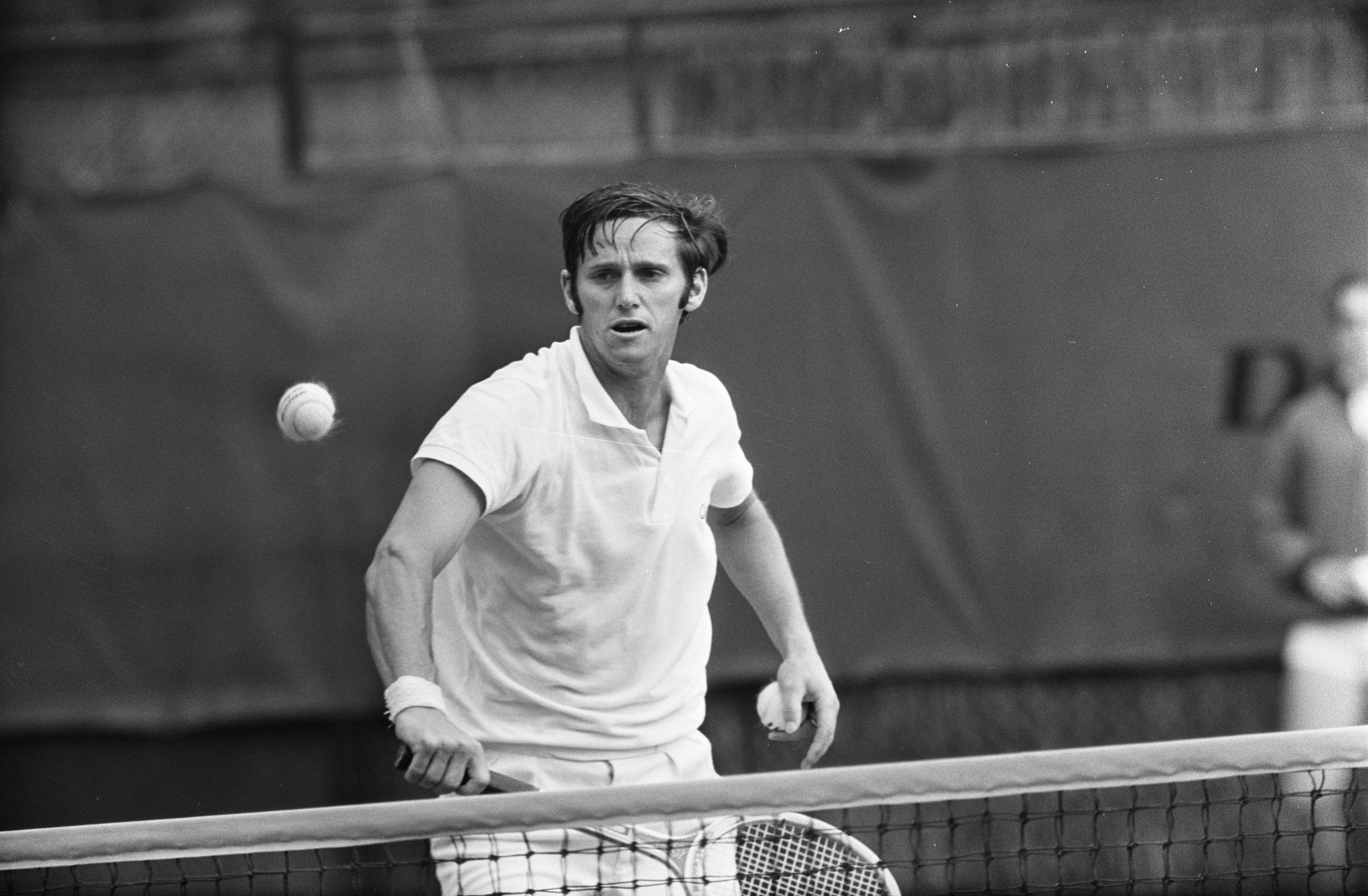
Roy Emerson guanyà 12 títols de Grand Slam i va completar el Grand Slam.

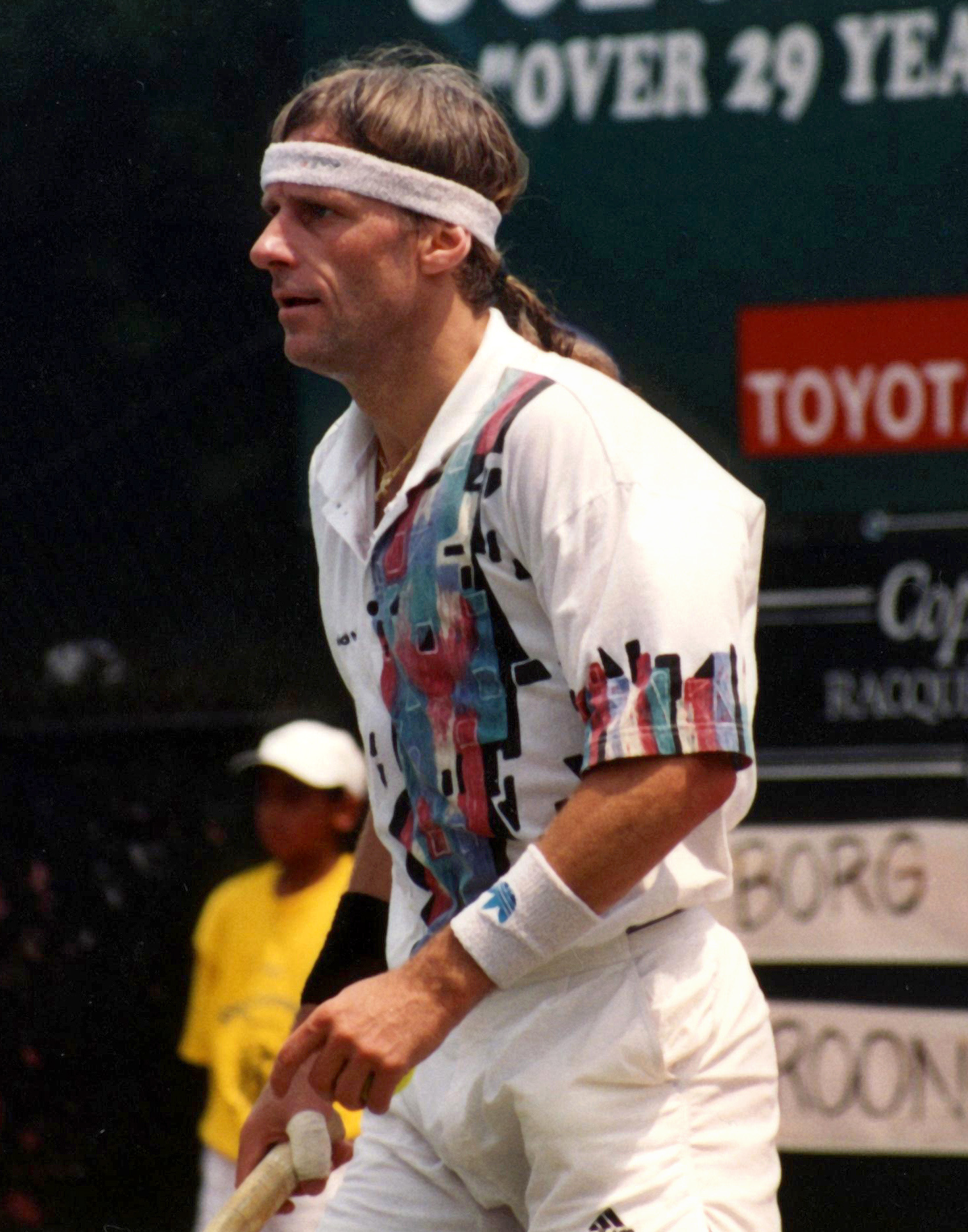
Björn Borg guanyà 11 títols de Grand Slam.

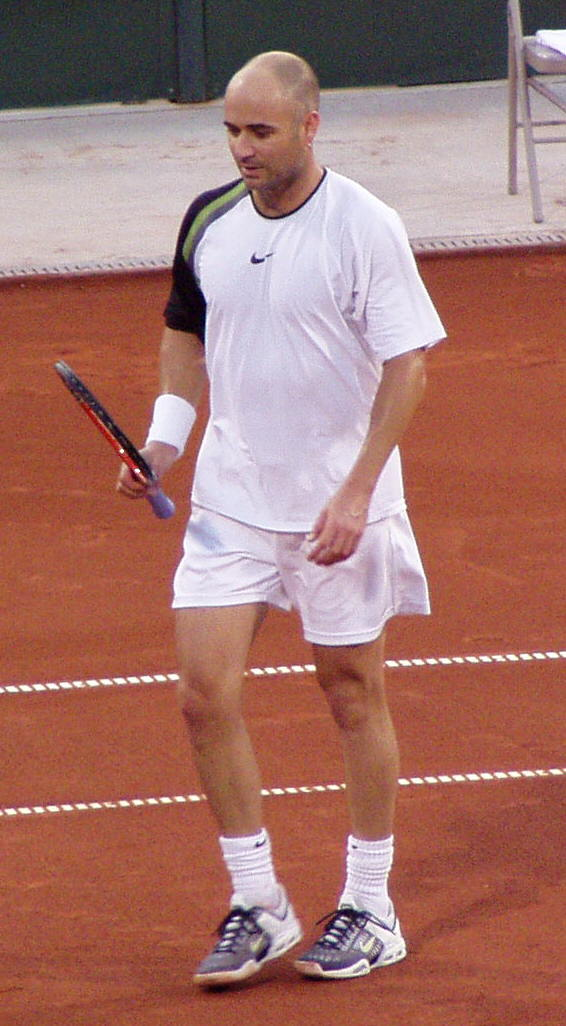
Andre Agassi fou el primer tennista a completar el Grand Slam en tres superfícies diferents, i també el primer a completar el Golden Slam (Grand Slam més la medalla d'or als Jocs Olímpics).

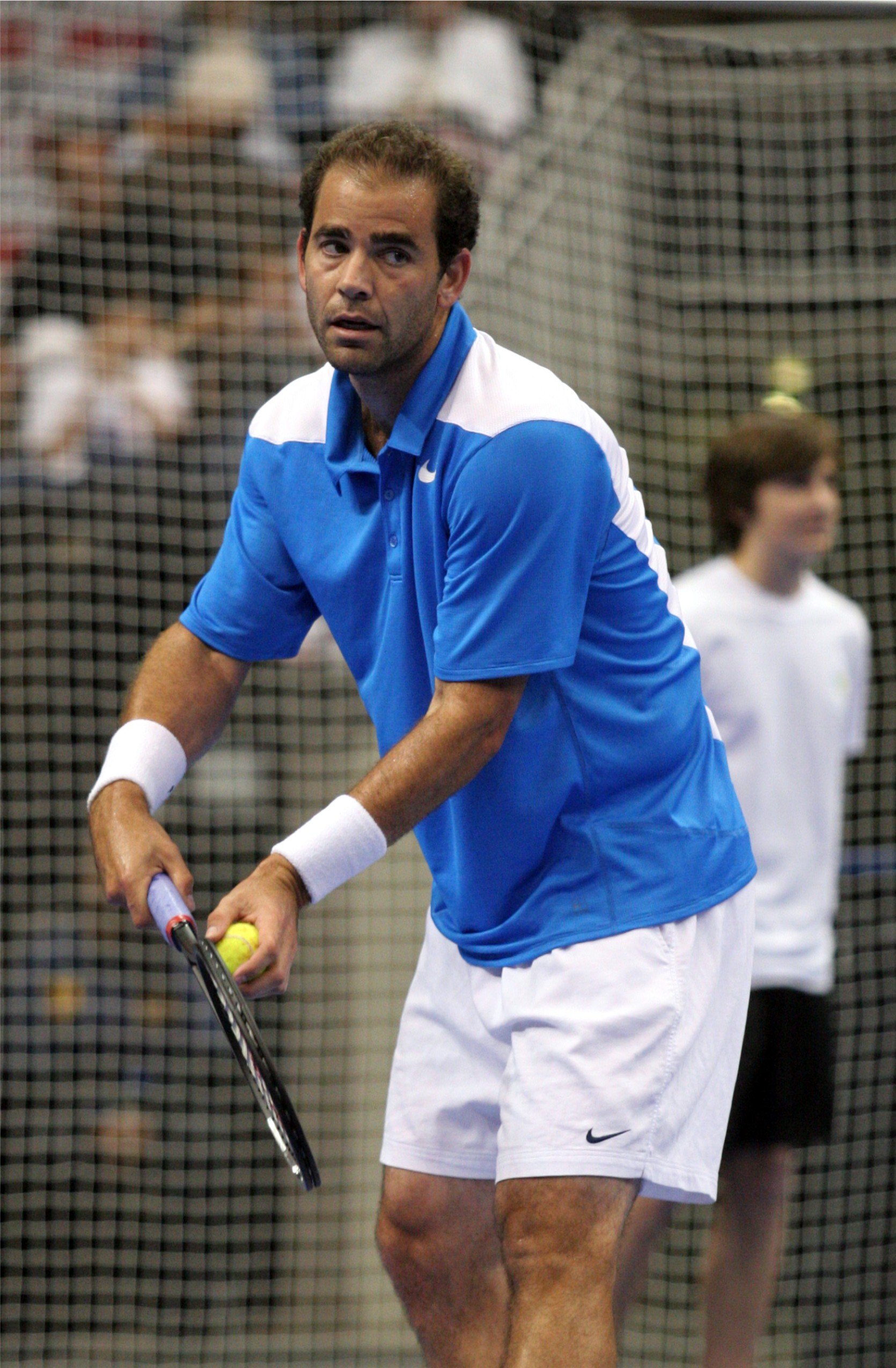
Pete Sampras és el quart tennista masculí amb més títols de Grand Slam (14).

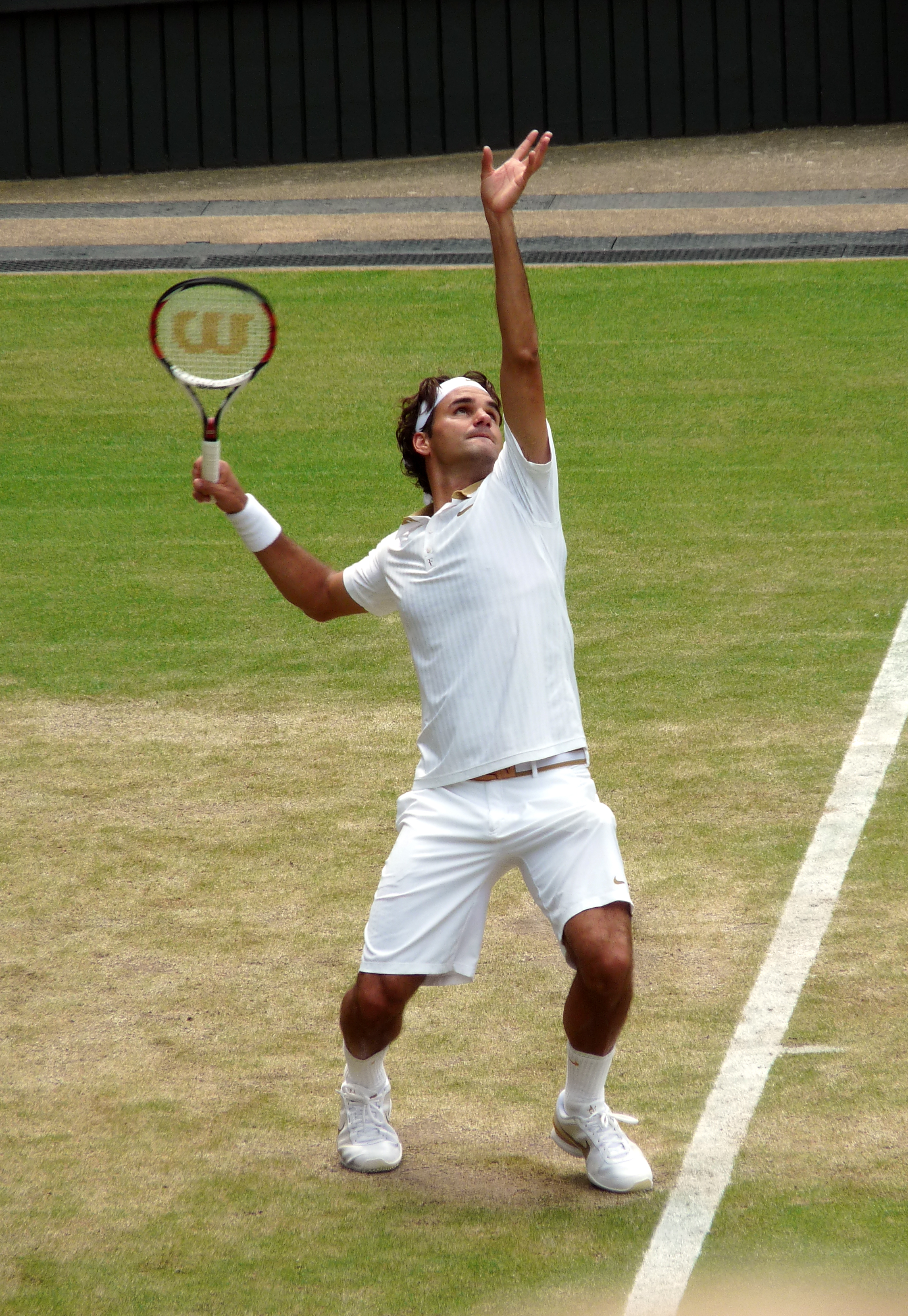
Roger Federer va ser durant molt temps el tennista masculí amb més títols de Grand Slam, acabà la carrera amb 20 títols de Grand Slam.

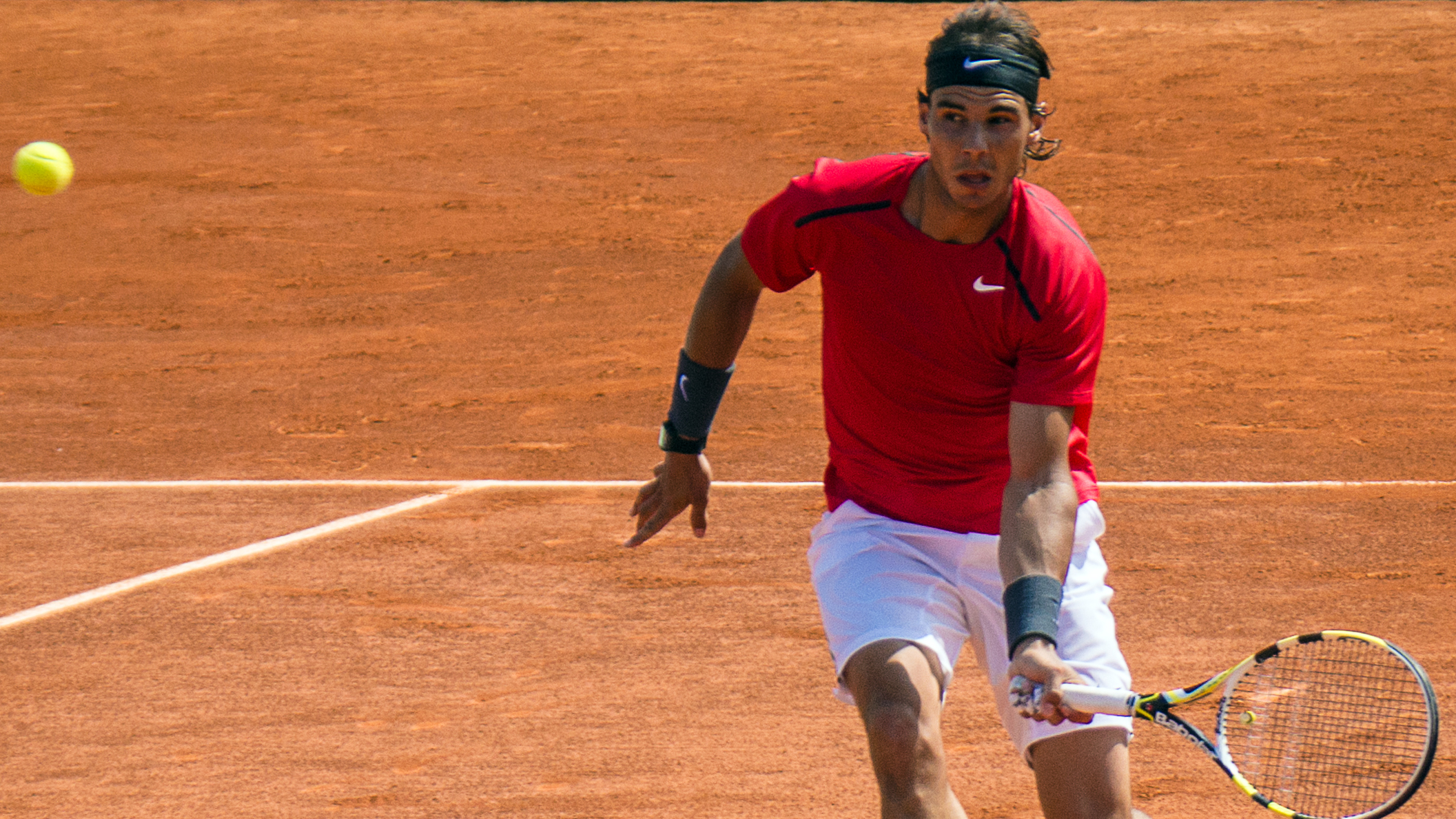
Rafael Nadal guanyà 22 títols de Grand Slam i completà el Golden Slam dues vegades.

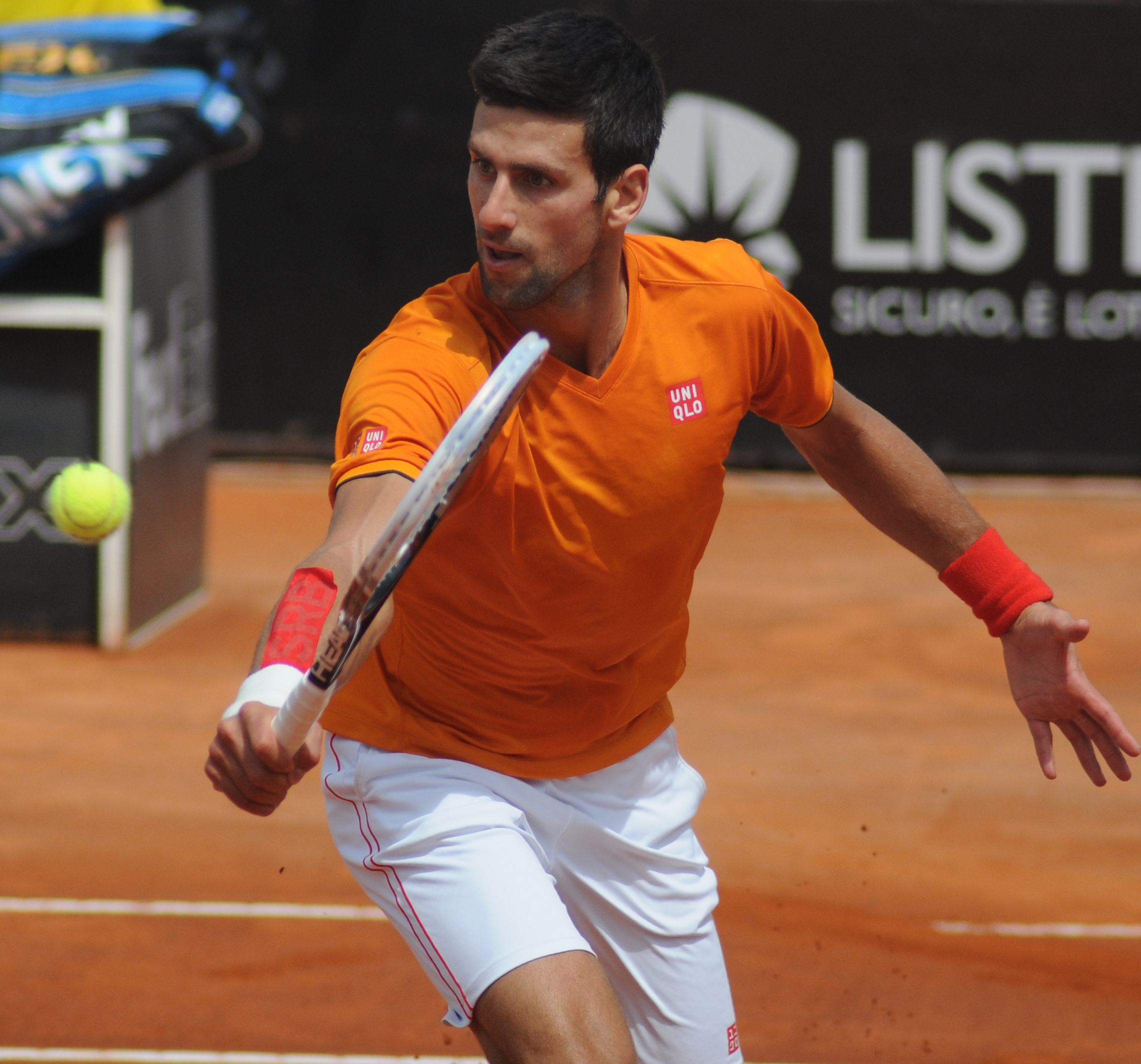
Novak Đoković també guanyà 24 títols de Grand Slam i també completà el Grand Slam tres vegades.

| Llegenda de colors                                         |
| ---------------------------------------------------------- |
| Guanyadors/es dels 4 torneigs Grand Slam en el mateix any. |
| Guanyadors/es de 3 torneigs Grand Slam en el mateix any.   |
| Guanyadors/es de 2 torneigs Grand Slam en el mateix any.   |
| Edicions exclusives pels membres del club.                 |

| Any  | Australian Open                                   | Roland Garros             | Wimbledon              | US Open                   |
| ---- | ------------------------------------------------- | ------------------------- | ---------------------- | ------------------------- |
| 1877 | iniciat el 1905                                   | iniciat el 1891           | Spencer Gore           | iniciat el 1881           |
| 1878 | no creat                                          | no creat                  | Frank Hadow            | no creat                  |
| 1879 | no creat                                          | no creat                  | John Hartley (1/2)     | no creat                  |
| 1880 | no creat                                          | no creat                  | John Hartley (2/2)     | no creat                  |
| 1881 | no creat                                          | no creat                  | William Renshaw (1/7)  | Richard Sears (1/7)       |
| 1882 | no creat                                          | no creat                  | William Renshaw (2/7)  | Richard Sears (2/7)       |
| 1883 | no creat                                          | no creat                  | William Renshaw (3/7)  | Richard Sears (3/7)       |
| 1884 | no creat                                          | no creat                  | William Renshaw (4/7)  | Richard Sears (4/7)       |
| 1885 | no creat                                          | no creat                  | William Renshaw (5/7)  | Richard Sears (5/7)       |
| 1886 | no creat                                          | no creat                  | William Renshaw (6/7)  | Richard Sears (6/7)       |
| 1887 | no creat                                          | no creat                  | Herbert Lawford        | Richard Sears (7/7)       |
| 1888 | no creat                                          | no creat                  | Ernest Renshaw         | Henry Slocum (1/2)        |
| 1889 | no creat                                          | no creat                  | William Renshaw (7/7)  | Henry Slocum (2/2)        |
| 1890 | no creat                                          | no creat                  | Willoughby Hamilton    | Oliver Campbell (1/3)     |
| 1891 | no creat                                          | H. Briggs                 | Wilfred Baddeley (1/3) | Oliver Campbell (2/3)     |
| 1892 | no creat                                          | Jean Schopfer             | Wilfred Baddeley (2/3) | Oliver Campbell (3/3)     |
| 1893 | no creat                                          | Laurent Riboulet          | Joshua Pim (1/2)       | Robert Wrenn (1/4)        |
| 1894 | no creat                                          | André Vacherot            | Joshua Pim (2/2)       | Robert Wrenn (2/4)        |
| 1895 | no creat                                          | André Vacherot            | Wilfred Baddeley (3/3) | Fred Hovey                |
| 1896 | no creat                                          | André Vacherot            | Harold Mahony          | Robert Wrenn (3/4)        |
| 1897 | no creat                                          | Paul Aymé                 | Reginald Doherty (1/4) | Robert Wrenn (4/4)        |
| 1898 | no creat                                          | Paul Aymé                 | Reginald Doherty (2/4) | Malcolm Whitman (1/3)     |
| 1899 | no creat                                          | Paul Aymé                 | Reginald Doherty (3/4) | Malcolm Whitman (2/3)     |
| 1900 | no creat                                          | Paul Aymé                 | Reginald Doherty (4/4) | Malcolm Whitman (3/3)     |
| 1901 | no creat                                          | André Vacherot            | Arthur Gore (1/3)      | William Larned (1/7)      |
| 1902 | no creat                                          | Michel Vacherot           | Lawrence Doherty (1/6) | William Larned (2/7)      |
| 1903 | no creat                                          | Max Decugis               | Lawrence Doherty (2/6) | Lawrence Doherty (3/6)    |
| 1904 | no creat                                          | Max Decugis               | Lawrence Doherty (4/6) | Holcombe Ward             |
| 1905 | Rodney Heath (1/2)                                | Maurice Germot            | Lawrence Doherty (5/6) | Beals Wright              |
| 1906 | Anthony Wilding (1/6)                             | Maurice Germot            | Lawrence Doherty (6/6) | William Clothier          |
| 1907 | Horace Rice                                       | Max Decugis               | Norman Brookes (1/3)   | William Larned (3/7)      |
| 1908 | Fred Alexander                                    | Max Decugis               | Arthur Gore (2/3)      | William Larned (4/7)      |
| 1909 | Anthony Wilding (2/6)                             | Max Decugis               | Arthur Gore (3/3)      | William Larned (5/7)      |
| 1910 | Rodney Heath (2/2)                                | Maurice Germot            | Anthony Wilding (3/6)  | William Larned (6/7)      |
| 1911 | Norman Brookes (2/3)                              | André Gobert              | Anthony Wilding (4/6)  | William Larned (7/7)      |
| 1912 | James Cecil Parke                                 | Max Decugis               | Anthony Wilding (5/6)  | Maurice McLoughlin (1/2)  |
| 1913 | Ernie Parker                                      | Max Decugis               | Anthony Wilding (6/6)  | Maurice McLoughlin (2/2)  |
| 1914 | Arthur O'Hara Wood                                | Max Decugis               | Norman Brookes (3/3)   | Richard N. Williams (1/2) |
| 1915 | Francis Lowe                                      | no celebrat               | no celebrat            | William Johnston (1/3)    |
| 1916 | no celebrat                                       | no celebrat               | no celebrat            | Richard Williams (2/3)    |
| 1917 | no celebrat                                       | no celebrat               | no celebrat            | Lindley Murray (1/2)      |
| 1918 | no celebrat                                       | no celebrat               | no celebrat            | Lindley Murray (2/2)      |
| 1919 | Algernon Kingscote                                | no celebrat               | Gerald Patterson (1/3) | William Johnston (2/3)    |
| 1920 | Pat O'Hara Wood (1/2)                             | André Gobert              | Bill Tilden (1/10)     | Bill Tilden (2/10)        |
| 1921 | Rhys Gemmell                                      | Jean Samazeuilh           | Bill Tilden (3/10)     | Bill Tilden (4/10)        |
| 1922 | James Anderson (1/3)                              | Henri Cochet              | Gerald Patterson (2/3) | Bill Tilden (5/10)        |
| 1923 | Pat O'Hara Wood (2/2)                             | François Blanchy          | William Johnston (3/3) | Bill Tilden (6/10)        |
| 1924 | James Anderson (2/3)                              | Jean Borotra              | Jean Borotra (1/4)     | Bill Tilden (7/10)        |
| 1925 | James Anderson (3/3)                              | René Lacoste (1/7)        | René Lacoste (2/7)     | Bill Tilden (8/10)        |
| 1926 | John Hawkes                                       | Henri Cochet (1/7)        | Jean Borotra (2/4)     | René Lacoste (3/7)        |
| 1927 | Gerald Patterson (3/3)                            | René Lacoste (4/7)        | Henri Cochet (2/7)     | René Lacoste (5/7)        |
| 1928 | Jean Borotra (3/4)                                | Henri Cochet (3/7)        | René Lacoste (6/7)     | Henri Cochet (4/7)        |
| 1929 | John Gregory                                      | René Lacoste (7/7)        | Henri Cochet (5/7)     | Bill Tilden (9/10)        |
| 1930 | Edgar Moon                                        | Henri Cochet (6/7)        | Bill Tilden (10/10)    | John Doeg                 |
| 1931 | Jack Crawford (1/6)                               | Jean Borotra (4/4)        | Sidney Wood            | Ellsworth Vines (1/3)     |
| 1932 | Jack Crawford (2/6)                               | Henri Cochet (7/7)        | Ellsworth Vines (2/3)  | Ellsworth Vines (3/3)     |
| 1933 | Jack Crawford (3/6)                               | Jack Crawford (4/6)       | Jack Crawford (5/6)    | Fred Perry (1/8)          |
| 1934 | Fred Perry (2/8)                                  | Gottfried von Cramm (1/2) | Fred Perry (3/8)       | Fred Perry (4/8)          |
| 1935 | Jack Crawford (6/6)                               | Fred Perry (5/8)          | Fred Perry (6/8)       | Wilmer Allison            |
| 1936 | Adrian Quist (1/3)                                | Gottfried von Cramm (2/2) | Fred Perry (7/8)       | Fred Perry (8/8)          |
| 1937 | Vivian McGrath                                    | Henner Henkel             | Don Budge (1/6)        | Don Budge (2/6)           |
| 1938 | Don Budge (3/6)                                   | Don Budge (4/6)           | Don Budge (5/6)        | Don Budge (6/6)           |
| 1939 | John Bromwich (1/2)                               | Don McNeill (1/2)         | Robert Riggs (1/3)     | Robert Riggs (2/3)        |
| 1940 | Adrian Quist (2/3)                                | no celebrat               | no celebrat            | Don McNeill (2/2)         |
| 1941 | no celebrat                                       | no celebrat               | no celebrat            | Robert Riggs (3/3)        |
| 1942 | no celebrat                                       | no celebrat               | no celebrat            | Ted Schroeder (1/2)       |
| 1943 | no celebrat                                       | no celebrat               | no celebrat            | Joseph Hunt               |
| 1944 | no celebrat                                       | no celebrat               | no celebrat            | Frank Parker (1/4)        |
| 1945 | no celebrat                                       | no celebrat               | no celebrat            | Frank Parker (2/4)        |
| 1946 | John Bromwich (2/2)                               | Marcel Bernard            | Yvon Petra             | Jack Kramer (1/3)         |
| 1947 | Dinny Pails                                       | József Asbóth             | Jack Kramer (2/3)      | Jack Kramer (3/3)         |
| 1948 | Adrian Quist (3/3)                                | Frank Parker (3/4)        | Bob Falkenburg         | Pancho Gonzales (1/2)     |
| 1949 | Frank Sedgman (1/5)                               | Frank Parker (4/4)        | Ted Schroeder (2/2)    | Pancho Gonzales (2/2)     |
| 1950 | Frank Sedgman (2/5)                               | Budge Patty (1/2)         | Budge Patty (2/2)      | Arthur Larsen             |
| 1951 | Richard Savitt (1/2)                              | Jaroslav Drobný (1/3)     | Richard Savitt (2/2)   | Frank Sedgman (3/5)       |
| 1952 | Ken McGregor                                      | Jaroslav Drobný (2/3)     | Frank Sedgman (4/5)    | Frank Sedgman (5/5)       |
| 1953 | Ken Rosewall (1/8)                                | Ken Rosewall (2/8)        | Vic Seixas (1/2)       | Tony Trabert (1/5)        |
| 1954 | Mervyn Rose (1/2)                                 | Tony Trabert (2/5)        | Jaroslav Drobný (3/3)  | Vic Seixas (2/2)          |
| 1955 | Ken Rosewall (3/8)                                | Tony Trabert (3/5)        | Tony Trabert (4/5)     | Tony Trabert (5/5)        |
| 1956 | Lew Hoad (1/4)                                    | Lew Hoad (2/4)            | Lew Hoad (3/4)         | Ken Rosewall (4/8)        |
| 1957 | Ashley Cooper (1/4)                               | Sven Davidson             | Lew Hoad (4/4)         | Malcolm Anderson          |
| 1958 | Ashley Cooper (2/4)                               | Mervyn Rose (2/2)         | Ashley Cooper (3/4)    | Ashley Cooper (4/4)       |
| 1959 | Alex Olmedo (1/2)                                 | Nicola Pietrangeli (1/2)  | Alex Olmedo (2/2)      | Neale Fraser (1/3)        |
| 1960 | Rod Laver (1/11)                                  | Nicola Pietrangeli (2/2)  | Neale Fraser (2/3)     | Neale Fraser (3/3)        |
| 1961 | Roy Emerson (1/12)                                | Manuel Santana (1/4)      | Rod Laver (2/11)       | Roy Emerson (2/12)        |
| 1962 | Rod Laver (3/11)                                  | Rod Laver (4/11)          | Rod Laver (5/11)       | Rod Laver (6/11)          |
| 1963 | Roy Emerson (3/12)                                | Roy Emerson (4/12)        | Chuck McKinley         | Rafael Osuna              |
| 1964 | Roy Emerson (5/12)                                | Manuel Santana (2/4)      | Roy Emerson (6/12)     | Roy Emerson (7/12)        |
| 1965 | Roy Emerson (8/12)                                | Fred Stolle (1/2)         | Roy Emerson (9/12)     | Manuel Santana (3/4)      |
| 1966 | Roy Emerson (10/12)                               | Tony Roche                | Manuel Santana (4/4)   | Fred Stolle (2/2)         |
| 1967 | Roy Emerson (11/12)                               | Roy Emerson (12/12)       | John Newcombe (1/7)    | John Newcombe (2/7)       |
| 1968 | Bill Bowrey                                       |                           |                        |                           |
| 1968 | Era Open                                          |                           |                        |                           |
| 1968 |                                                   | Ken Rosewall (5/8)        | Rod Laver (7/11)       | Arthur Ashe (1/3)         |
| 1969 | Rod Laver (8/11)                                  | Rod Laver (9/11)          | Rod Laver (10/11)      | Rod Laver (11/11)         |
| 1970 | Arthur Ashe (2/3)                                 | Jan Kodeš (1/3)           | John Newcombe (3/7)    | Ken Rosewall (6/8)        |
| 1971 | Ken Rosewall (7/8)                                | Jan Kodeš (2/3)           | John Newcombe (4/7)    | Stan Smith (1/2)          |
| 1972 | Ken Rosewall (8/8)                                | Andrés Gimeno             | Stan Smith (2/2)       | Ilie Năstase (1/2)        |
| 1973 | John Newcombe (5/7)                               | Ilie Năstase (2/2)        | Jan Kodeš (3/3)        | John Newcombe (6/7)       |
| 1974 | Jimmy Connors (1/8)                               | Björn Borg (1/11)         | Jimmy Connors (2/8)    | Jimmy Connors (3/8)       |
| 1975 | John Newcombe (7/7)                               | Björn Borg (2/11)         | Arthur Ashe (3/3)      | Manuel Orantes            |
| 1976 | Mark Edmondson                                    | Adriano Panatta           | Björn Borg (3/11)      | Jimmy Connors (4/8)       |
| 1977 | Roscoe Tanner (gener) Vitas Gerulaitis (desembre) | Guillermo Vilas (1/4)     | Björn Borg (4/11)      | Guillermo Vilas (2/4)     |
| 1978 | Guillermo Vilas (3/4)                             | Björn Borg (5/11)         | Björn Borg (6/11)      | Jimmy Connors (5/8)       |
| 1979 | Guillermo Vilas (4/4)                             | Björn Borg (7/11)         | Björn Borg (8/11)      | John McEnroe (1/7)        |
| 1980 | Brian Teacher                                     | Björn Borg (9/11)         | Björn Borg (10/11)     | John McEnroe (2/7)        |
| 1981 | Johan Kriek (1/2)                                 | Björn Borg (11/11)        | John McEnroe (3/7)     | John McEnroe (4/7)        |
| 1982 | Johan Kriek (2/2)                                 | Mats Wilander (1/7)       | Jimmy Connors (6/8)    | Jimmy Connors (7/8)       |
| 1983 | Mats Wilander (2/7)                               | Yannick Noah              | John McEnroe (5/7)     | Jimmy Connors (8/8)       |
| 1984 | Mats Wilander (3/7)                               | Ivan Lendl (1/8)          | John McEnroe (6/7)     | John McEnroe (7/7)        |
| 1985 | Stefan Edberg (1/6)                               | Mats Wilander (4/7)       | Boris Becker (1/6)     | Ivan Lendl (2/8)          |
| 1986 | no celebrat                                       | Ivan Lendl (3/8)          | Boris Becker (2/6)     | Ivan Lendl (4/8)          |
| 1987 | Stefan Edberg (2/6)                               | Ivan Lendl (5/8)          | Pat Cash               | Ivan Lendl (6/8)          |
| 1988 | Mats Wilander (5/7)                               | Mats Wilander (6/7)       | Stefan Edberg (3/6)    | Mats Wilander (7/7)       |
| 1989 | Ivan Lendl (7/8)                                  | Michael Chang             | Boris Becker (3/6)     | Boris Becker (4/6)        |
| 1990 | Ivan Lendl (8/8)                                  | Andrés Gómez              | Stefan Edberg (4/6)    | Pete Sampras (1/14)       |
| 1991 | Boris Becker (5/6)                                | Jim Courier (1/4)         | Michael Stich          | Stefan Edberg (5/6)       |
| 1992 | Jim Courier (2/4)                                 | Jim Courier (3/4)         | Andre Agassi (1/8)     | Stefan Edberg (6/6)       |
| 1993 | Jim Courier (4/4)                                 | Sergi Bruguera (1/2)      | Pete Sampras (2/14)    | Pete Sampras (3/14)       |
| 1994 | Pete Sampras (4/14)                               | Sergi Bruguera (2/2)      | Pete Sampras (5/14)    | Andre Agassi (2/8)        |
| 1995 | Andre Agassi (3/8)                                | Thomas Muster             | Pete Sampras (6/14)    | Pete Sampras (7/14)       |
| 1996 | Boris Becker (6/6)                                | Ievgueni Kàfelnikov (1/2) | Richard Krajicek       | Pete Sampras (8/14)       |
| 1997 | Pete Sampras (9/14)                               | Gustavo Kuerten (1/3)     | Pete Sampras (10/14)   | Patrick Rafter (1/2)      |
| 1998 | Petr Korda                                        | Carles Moyà               | Pete Sampras (11/14)   | Patrick Rafter (2/2)      |
| 1999 | Ievgueni Kàfelnikov (2/2)                         | Andre Agassi (4/8)        | Pete Sampras (12/14)   | Andre Agassi (5/8)        |
| 2000 | Andre Agassi (6/8)                                | Gustavo Kuerten (2/3)     | Pete Sampras (13/14)   | Marat Safin (1/2)         |
| 2001 | Andre Agassi (7/8)                                | Gustavo Kuerten (3/3)     | Goran Ivanišević       | Lleyton Hewitt (1/2)      |
| 2002 | Thomas Johansson                                  | Albert Costa              | Lleyton Hewitt (2/2)   | Pete Sampras (14/14)      |
| 2003 | Andre Agassi (8/8)                                | Juan Carlos Ferrero       | Roger Federer (1/20)   | Andy Roddick              |
| 2004 | Roger Federer (2/20)                              | Gastón Gaudio             | Roger Federer (3/20)   | Roger Federer (4/20)      |
| 2005 | Marat Safin (2/2)                                 | Rafael Nadal (1/22)       | Roger Federer (5/20)   | Roger Federer (6/20)      |
| 2006 | Roger Federer (7/20)                              | Rafael Nadal (2/22)       | Roger Federer (8/20)   | Roger Federer (9/20)      |
| 2007 | Roger Federer (10/20)                             | Rafael Nadal (3/22)       | Roger Federer (11/20)  | Roger Federer (12/20)     |
| 2008 | Novak Đoković (1/24)                              | Rafael Nadal (4/22)       | Rafael Nadal (5/22)    | Roger Federer (13/20)     |
| 2009 | Rafael Nadal (6/22)                               | Roger Federer (14/20)     | Roger Federer (15/20)  | Juan Martín del Potro     |
| 2010 | Roger Federer (16/20)                             | Rafael Nadal (7/22)       | Rafael Nadal (8/22)    | Rafael Nadal (9/22)       |
| 2011 | Novak Đoković (2/24)                              | Rafael Nadal (10/22)      | Novak Đoković (3/24)   | Novak Đoković (4/24)      |
| 2012 | Novak Đoković (5/24)                              | Rafael Nadal (11/22)      | Roger Federer (17/20)  | Andy Murray (1/3)         |
| 2013 | Novak Đoković (6/24)                              | Rafael Nadal (12/22)      | Andy Murray (2/3)      | Rafael Nadal (13/22)      |
| 2014 | Stanislas Wawrinka (1/3)                          | Rafael Nadal (14/22)      | Novak Đoković (7/24)   | Marin Čilić               |
| 2015 | Novak Đoković (8/24)                              | Stan Wawrinka (2/3)       | Novak Đoković (9/24)   | Novak Đoković (10/24)     |
| 2016 | Novak Đoković (11/24)                             | Novak Đoković (12/24)     | Andy Murray (3/3)      | Stan Wawrinka (3/3)       |
| 2017 | Roger Federer (18/20)                             | Rafael Nadal (15/22)      | Roger Federer (19/20)  | Rafael Nadal (16/22)      |
| 2018 | Roger Federer (20/20)                             | Rafael Nadal (17/22)      | Novak Đoković (13/24)  | Novak Đoković (14/24)     |
| 2019 | Novak Đoković (15/24)                             | Rafael Nadal (18/22)      | Novak Đoković (16/24)  | Rafael Nadal (19/22)      |
| 2020 | Novak Đoković (17/24)                             | Rafael Nadal (20/22)      | no celebrat            | Dominic Thiem             |
| 2021 | Novak Đoković (18/24)                             | Novak Đoković (19/24)     | Novak Đoković (20/24)  | Daniïl Medvédev           |
| 2022 | Rafael Nadal (21/22)                              | Rafael Nadal (22/22)      | Novak Đoković (21/24)  | Carlos Alcaraz (1/5)      |
| 2023 | Novak Đoković (22/23)                             | Novak Đoković (23/24)     | Carlos Alcaraz (2/5)   | Novak Đoković (24/24)     |
| 2024 | Jannik Sinner (1/4)                               | Carlos Alcaraz (3/5)      | Carlos Alcaraz (4/5)   | Jannik Sinner (2/4)       |
| 2025 | Jannik Sinner (3/4)                               | Carlos Alcaraz (5/5)      | Jannik Sinner (4/4)    |                           |

## Estadístiques

### Campions per dècades
| 8 | Đoković |

| 5 | Alcaraz |

| 4 | Sinner |

| 3 | Nadal |

| 1 | Medvédev, Thiem |

| 15 | Đoković |

| 13 | Nadal |

| 5 | Federer |

| 3 | Murray, Wawrinka |

| 1 | Čilić |

| 15 | Federer |

| 6 | Nadal |

| 3 | Agassi |

| 2 | Hewitt, Kuerten, Safin, Sampras |

| 1 | Costa, Ferrero, Gaudio, Ivanišević, Johansson, Roddick, Đoković, del Potro |

| 12 | Sampras |

| 5 | Agassi |

| 4 | Courier |

| 3 | Edberg |

| 2 | Becker, Bruguera, Kàfelnikov, Rafter |

| 1 | Gómez, Korda, Krajicek, Kuerten, Lendl, Moyà, Muster, Stich |

| 7 | Lendl, Wilander |

| 6 | McEnroe |

| 4 | Becker |

| 3 | Borg, Connors, Edberg |

| 2 | Kriek |

| 1 | Cash, Chang, Noah, Teacher |

| 8 | Borg |

| 5 | Connors, Newcombe |

| 4 | Vilas |

| 3 | Kodes, Rosewall |

| 2 | Ashe, Nastase, Smith |

| 1 | Edmondson, Gerulaitis, Gimeno, McEnroe, Orantes, Panatta, Tanner |

| 12 | Emerson |

| 11 | Laver |

| 4 | Santana |

| 2 | Fraser, Newcombe, Stolle |

| 1 | Ashe, Bowrey, McKinley, Osuna, Pietrangeli, Roche, Rosewall |

| 5 | Trabert |

| 4 | Cooper, Hoad, Rosewall, Sedgman |

| 3 | Drobný |

| 2 | Olmedo, Patty, Rose, Savitt, Seixas |

| 1 | M. Anderson, Davidson, Fraser, Larsen, McGregor, Pietrangeli |

| 4 | Parker |

| 3 | Kramer |

| 2 | Gonzales, Quist, Schroeder |

| 1 | Asboth, Bernard, Bromwich, Falkenburg, Hunt, McNeill, Pails, Petra, Riggs, Sedgman |

| 8 | Fred Perry |

| 6 | Budge, Crawford |

| 3 | Vines |

| 2 | Cochet, von Cramm, Riggs |

| 1 | Allison, Borotra, Bromwich, Doeg, Henkel, McGrath, McNeill, Moon, Quist, Tilden, Wood |

| 9 | Tilden |

| 7 | Lacoste |

| 5 | Cochet |

| 3 | J. Anderson, Borotra |

| 2 | Patterson, Wood |

| 1 | Gemmell, Gregory, Hawkes, Johnston |

| 4 | Wilding |

| 2 | Brookes, Johnston, Larned, McLoughlin, Murray, Williams |

| 1 | Heath, Kingscote, Lowe, O'Hara Wood, Parke, Patterson |

| 6 | L. Doherty |

| 5 | Larned |

| 3 | Gore |

| 2 | Wilding |

| 1 | Alexander, Brookes, Clothier, R. Doherty, Heath, Rice, Ward, Whitman, Wright |

| 4 | Wrenn |

| 3 | Baddeley, Campbell, R. Doherty |

| 2 | Pim, Whitman |

| 1 | Hamilton, Hovey, Mahony |

| 7 | W. Renshaw, Sears |

| 2 | Slocum |

| 1 | Hartley, Lawford, E. Renshaw |

| 1 | Gore, Hadow, Hartley |

### Campions múltiples
Nota: En negreta els tennistes en actiu.
| Títols | Tennistes |
| ------ | --- |
| 24     | Novak Đoković |
| 22     | Rafael Nadal |
| 20     | Roger Federer |
| 14     | Pete Sampras |
| 12     | Roy Emerson |
| 11     | Björn Borg, Rod Laver |
| 10     | Bill Tilden |
| 8      | Andre Agassi, Jimmy Connors, Ivan Lendl, Fred Perry, Ken Rosewall |
| 7      | René Lacoste, William Larned, John McEnroe, John Newcombe, William Renshaw, Richard Sears, Mats Wilander |
| 6      | / Boris Becker, Don Budge, Jack Crawford, Lawrence Doherty, Stefan Edberg, Anthony Wilding |
| 5      | Carlos Alcaraz, Frank Sedgman, Tony Trabert |
| 4      | Jean Borotra, Ashley Cooper, Jim Courier, Reginald Doherty, Lew Hoad, Frank Parker, Manuel Santana, Jannik Sinner, Guillermo Vilas, Robert Wrenn |
| 3      | James Anderson, Arthur Ashe, Wilfred Baddeley, Norman Brookes, Oliver Campbell, Jaroslav Drobný, Neale Fraser, Arthur Gore, William Johnston, Jan Kodes, Jack Kramer, Gustavo Kuerten, Andy Murray, Gerald Patterson, Adrian Quist, Robert Riggs, Ellsworth Vines, Stan Wawrinka, Malcolm Whitman |
| 2      | John Bromwich, Sergi Bruguera, Pancho Gonzales, John Hartley, Rodney Heath, Lleyton Hewitt, Ievgueni Kàfelnikov, Johan Kriek, Maurice McLoughlin, Don McNeill, Lindley Murray, Ilie Năstase, Pat O'Hara Wood, Alex Olmedo, Budge Patty, Nicola Pietrangeli, Joshua Pim, Patrick Rafter, Mervyn Rose, Marat Safin, Richard Savitt, Ted Schroeder, Vic Seixas, Henry Slocum, Stan Smith, Fred Stolle, Gottfried von Cramm |

### Campions per països
Nota: En cursiva els països desapareguts.
| Títols | Països                                                      |
| ------ | ----------------------------------------------------------- |
| 147    | Estats Units                                                |
| 100    | Austràlia                                                   |
| 48     | Regne Unit                                                  |
| 38     | Espanya                                                     |
| 26     | Suècia                                                      |
| 24     | Sèrbia                                                      |
| 23     | Suïssa                                                      |
| 21     | França                                                      |
| 11     | Txecoslovàquia                                              |
| 7      | Itàlia                                                      |
| 6      | Alemanya, Argentina, Nova Zelanda                           |
| 5      | Rússia                                                      |
| 4      | Alemanya Occidental                                         |
| 3      | Brasil, Egipte                                              |
| 2      | Àustria, Croàcia, Romania                                   |
| 1      | Equador, Hongria, Mèxic, Països Baixos, Sud-àfrica, Txèquia |

### Més vegades campions a cada torneig
| Grand Slam       | Títols | Tennistes                                  |
| ---------------- | ------ | ------------------------------------------ |
| Open d'Austràlia | 10     | Novak Đoković                              |
| Roland Garros    | 14     | Rafael Nadal                               |
| Wimbledon        | 8      | Roger Federer                              |
| US Open          | 7      | William Larned, Richard Sears, Bill Tilden |

### Campions Grand Slam

#### Grand Slam pur
| Any  | Tennista  |
| ---- | --------- |
| 1938 | Don Budge |
| 1962 | Rod Laver |
| 1969 | Rod Laver |

#### Grand Slam seguit
| Anys      | Tennista      |
| --------- | ------------- |
| 1937−1938 | Don Budge     |
| 2015−2016 | Novak Đoković |

#### Grand Slam durant la carrera
Nota: Any en el qual van guanyar del primer títol de cada torneig. En negreta el darrer títol guanyat i l'edat amb la qual van completar el Grand Slam.
| Tennista          | Open d'Austràlia | Roland Garros | Wimbledon | US Open | Edat               |
| ----------------- | ---------------- | ------------- | --------- | ------- | ------------------ |
| Fred Perry        | 1934             | 1935          | 1935      | 1933    | 26 anys i 15 dies  |
| Don Budge         | 1938             | 1938          | 1937      | 1937    | 22 anys i 357 dies |
| Rod Laver         | 1960             | 1962          | 1961      | 1962    | 24 anys i 32 dies  |
| Roy Emerson       | 1961             | 1963          | 1964      | 1961    | 27 anys i 244 dies |
| Andre Agassi      | 1995             | 1999          | 1992      | 1994    | 29 anys i 38 dies  |
| Roger Federer     | 2004             | 2009          | 2003      | 2004    | 27 anys i 203 dies |
| Rafael Nadal      | 2009             | 2005          | 2008      | 2010    | 24 anys i 101 dies |
| Novak Đoković     | 2008             | 2016          | 2011      | 2011    | 29 anys i 14 dies  |
| Novak Đoković (2) | 2011             | 2021          | 2014      | 2015    | 34 anys i 22 dies  |
| Rafael Nadal (2)  | 2022             | 2006          | 2010      | 2013    | 35 anys i 241 dies |
| Novak Đoković (3) | 2012             | 2023          | 2015      | 2018    | 36 anys i 20 dies  |

### Campions Golden Slam

#### Golden Slam durant la carrera
Nota: Any en el qual van guanyar del primer títol de cada torneig. En negreta el darrer títol guanyat.
| Tennista      | Open d'Austràlia | Roland Garros | Wimbledon | US Open | Jocs Olímpics |
| ------------- | ---------------- | ------------- | --------- | ------- | ------------- |
| Andre Agassi  | 1995             | 1999          | 1992      | 1994    | 1996          |
| Rafael Nadal  | 2009             | 2005          | 2008      | 2010    | 2008          |
| Novak Đoković | 2008             | 2016          | 2011      | 2011    | 2024          |

### Campions Super Slam

#### Super Slam durant la carrera
Nota: Any en el qual van guanyar del primer títol de cada torneig. En negreta el darrer títol guanyat.
| Tennista      | Open d'Austràlia | Roland Garros | Wimbledon | US Open | Jocs Olímpics | Finals |
| ------------- | ---------------- | ------------- | --------- | ------- | ------------- | ------ |
| Andre Agassi  | 1995             | 1999          | 1992      | 1994    | 1996          | 1990   |
| Novak Đoković | 2008             | 2016          | 2011      | 2011    | 2024          | 2008   |

### Campions de tres torneigs Grand Slam en un any
| - Austràlia−Roland Garros−Wimbledon - 1933 Jack Crawford - 1938 Don Budge - 1956 Lew Hoad - 1962 Rod Laver - 1969 Rod Laver (2) - 2021 Novak Đoković | - Austràlia−Roland Garros−Estats Units - 1938 Don Budge - 1962 Rod Laver - 1969 Rod Laver (2) - 1988 Mats Wilander - 2023 Novak Đoković | - Austràlia−Wimbledon−Estats Units - 1934 Fred Perry - 1938 Don Budge - 1958 Ashley Cooper - 1962 Rod Laver - 1964 Roy Emerson - 1969 Rod Laver (2) - 1974 Jimmy Connors - 2004 Roger Federer - 2006 Roger Federer (2) - 2007 Roger Federer (3) - 2011 Novak Đoković - 2015 Novak Đoković (2) | - Roland Garros−Wimbledon−Estats Units - 1938 Don Budge - 1955 Tony Trabert - 1962 Rod Laver - 1969 Rod Laver (2) - 2010 Rafael Nadal |

### Altres
Guanyadors de 3 títols consecutius:
- Jack Crawford (1933)
- Tony Trabert (1955)
- Lew Hoad (1956)
- Roy Emerson (1964-1965)
- Pete Sampras (1993-1994)
- Roger Federer (2005-2006 i 2006-2007)
- Rafael Nadal (2010)
- Novak Đoković (2011-2012, 2015-2016 i 2021)

Guanyadors de 4 o més títols en un torneig del Grand Slam:
- William Renshaw – Wimbledon (7)
- Richard Sears – Estats Units (7)
- Bill Tilden – Estats Units (7)
- Jack Crawford – Austràlia (4)
- Roy Emerson – Austràlia (6)

Era Open
- Rod Laver – Wimbledon (4)
- Jimmy Connors – Estats Units (5)
- John McEnroe – Estats Units (4)
- Bjorn Borg – Roland Garros (6) i Wimbledon (5)
- Pete Sampras – Wimbledon (7) i Estats Units (5)
- Andre Agassi – Austràlia (4)
- Roger Federer – Wimbledon (8), Austràlia (6) i Estats Units (5)
- Rafael Nadal – Roland Garros (14) i Estats Units (4)
- Novak Đoković – Austràlia (10), Wimbledon (7) i Estats Units (4)

Guanyadors de 3 o més títols consecutius en un torneig del Grand Slam:
- William Renshaw – Wimbledon (1881-1886)
- Richard Sears – Estats Units (1881-1887)
- Oliver Campbell – Estats Units (1890-1892)
- Reginald Doherty – Wimbledon (1897-1900)
- Malcolm Whitman – Estats Units (1898-1900)
- Laurie Doherty – Wimbledon (1902-1906)
- William Larned – Estats Units (1907-1911)
- Anthony Wilding – Wimbledon (1910-1913)
- Bill Tilden – Estats Units (1920-1925)
- Jack Crawford – Austràlia (1931-1933)
- Fred Perry – Wimbledon (1934-1936)
- Roy Emerson – Austràlia (1963-1967)

Open Era
- Bjorn Borg – Wimbledon (1976-1980) i Roland Garros (1978-1981)
- John McEnroe – Estats Units (1979-1981)
- Ivan Lendl – Estats Units (1985-1987)
- Pete Sampras – Wimbledon (1993-1995, 1997-2000)
- Roger Federer – Wimbledon (2003-2007) i Estats Units (2004-2008)
- Rafael Nadal – Roland Garros (2005-2008; 2010-2014; 2017-2020)
- Novak Đoković – Austràlia (2011-2013, 2019-2021) i Wimbledon (2018-2022)